# Lennon Glacier
Lennon Glacier är en glaciär i Västantarktis, 760 meter över havet. Argentina, Chile och Storbritannien gör anspråk på området.
Terrängen runt Lennon Glacier är varierad. En vik av havet är nära Lennon Glacier västerut.